# 미들랜드역 (토론토)
미들랜드역 (Midland Station)은 캐나다 온타리오주 토론토에 있는 토론토 지하철 3호선 스카버러 정차역이었으며, 엘즈미어 로드와 프로그레스 애비뉴 사이의 미들랜드 애비뉴에 위치해있다.
2021년 2월, TTC는 3호선 스카버러를 2023년 11월에 폐쇄하고 2호선 블루어-댄포스의 스카버러 연장 구간이 완공될 때까지 셔틀버스로 운행을 대체할 것을 권고하였다. 그러나 2023년 7월 24일 탈선 사고로 3호선 전철역이 폐쇄되었으며, 이후 TTC는 3호선 운행을 재개하지 않기로 발표하였다.

## 역사
미들랜드역은 1985년 3월 24일에 RT의 다른 역과 같이 개통하였으며 이 노선의 철과 유리 재질의 역 건물을 그대로 답습하였다. 역은 미들랜드 애비뉴 바로 위에 걸쳐있으며 상대식 승강장으로 이루어져 있고 지상에서 고가 승강장으로 이어지는 계단과 에스컬레이터가 있다. 서쪽 출입구는 직원이 상주하는 유인 출입구이지만 동쪽은 무인 자동 출입구로 프레스토 카드를 통해서만 이용할 수 있다. 이 역에는 엘리베이터가 없고 앞으로 설치할 계획도 없을 것으로 보인다.
역 동쪽 출입구가 무인 출입구로 대체된 이유는 예산 절감 목적에 있었다. 공사 당시, 지역 정치인과 지역 주민들이 동쪽 출입구를 이용하는 사람들이 횡단보도도 없는데 역을 어떻게 이용하겠냐며 질타하였다. 동쪽 출입구가 무인으로 대체되면서 동쪽 출입구에 있던 환승 표 발권기는 역 이름을 "MIDLAND STATION - Automatic Entrance" (미들랜드역 자동 출입구)라고 표시하여 승객들이 여기로 들어가서 역 승강장을 따라 서쪽 승강장으로 빠져나와 57번 남쪽 버스로 갈아탈 수 있었지만 그렇게 많은 사람들이 알지는 못하였다.
역 근처에 별다른 개발이 이루어지지 않은 관계로 이 이 역은 스카버러 RT에서 엘즈미어 다음으로 두 번째로 승객이 적은 역으로, 2018년 기준 평일에 하루 평균 2,440이 이용하였다. 이 역은 메트로링스가 스카버러 RT를 새로운 경전철 노선으로 전환하면서 존치할 예정이였으나 토론토시가 대신 블루어-댄포스선을 연장하기로 하면서 역 위치가 미들랜드 애비뉴를 비껴나가게 되었다.

## 버스 연결편
미들랜드역에서 갈아탈 수 있는 버스 편은 아래와 같으며, 이 역에서 버스를 갈아타려면 역 밖에 있는 버스 정류장에서 갈아타야 하며, 출발 지점에서 요금을 냈다는 증명이 필요하다.
|  |

|  |  |  |  |  |

|  |  |  |  |  |

|  |  |  |  |  |

|  |  |  |  |  |

|  |  |  |  |  |

|  |  |  |  |  |

|  |  |  |  |  |

|  |  |  |  |  |

|  |  |  |  |  |  |  |

|  |  |  |  |  |

|  |  |  |  |  |

|  |  |  |  |  |

|  |  |  |  |  |

|  |  |  |  |  |

|  |  |  |  |  |  |  |

|  |

|  |

|  |  |  |  |  |

|  |  |  |  |  |

|  |  |  |  |  |

|  |  |  |  |  |

|  |  |  |  |  |

|  |  |  |  |  |

|  |  |  |  |  |

|  |  |  |  |  |

|  |  |  |  |  |  |  |

|  |  |  |  |  |

|  |  |  |  |  |

|  |  |  |  |  |

|  |  |  |  |  |

|  |  |  |  |  |

|  |  |  |  |  |  |  |

|  |

|  |

|  |  |  |  |  |

|  |  |  |  |  |

|  |  |  |  |  |

|  |  |  |  |  |

|  |  |  |  |  |

|  |  |  |  |  |

|  |  |  |  |  |

|  |  |  |  |  |

|  |  |  |  |  |  |  |

|  |  |  |  |  |

|  |  |  |  |  |

|  |  |  |  |  |

|  |  |  |  |  |

|  |  |  |  |  |

|  |  |  |  |  |  |  |

|  |

|  |

|  |  |  |  |  |

|  |  |  |  |  |

|  |  |  |  |  |

|  |  |  |  |  |

|  |  |  |  |  |

|  |  |  |  |  |

|  |  |  |  |  |

|  |  |  |  |  |

|  |  |  |  |  |  |  |

|  |  |  |  |  |

|  |  |  |  |  |

|  |  |  |  |  |

|  |  |  |  |  |

|  |  |  |  |  |

|  |  |  |  |  |  |  |

|  |

## 인접한 역
| 3호선 스카버러           | 3호선 스카버러 | 3호선 스카버러       |
| ------------------------ | -------------- | -------------------- |
| 스카버러센터 매코원 방면 | 3호선 스카버러 | 엘즈미어 케네디 방면 |